# Haruomi Hosono
Haruomi Hosono (細野 晴臣?, Hosono Haruomi; Tokyo, 9 luglio 1947) è un musicista e produttore discografico giapponese, perlopiù conosciuto per essere il bassista del gruppo elettropop Yellow Magic Orchestra.

## Biografia
Haruomi esordì con il gruppo rock psichedelico Apryl Fool, che incise un disco omonimo nel 1969. In seguito, assieme ad alcuni membri degli Apryl Fool, formò il gruppo folk rock Happy End, un progetto exotica chiamato Tin Pan Alley e, con il tastierista Shuka Nishihara, pubblicò un disco chiamato Cochin Moon, partorito nel 1978 dopo un'esperienza di Hosono in India, che rimase affascinato dalla musica tradizionale del posto. Cochin Moon attinge influenze dai Kraftwerk e da Brian Eno, anticipando le tracce strumentali degli Yellow Magic Orchestra e quelle ambient che il compositore inciderà lungo la metà degli anni ottanta.
Nel 1978, formò gli Yellow Magic Orchestra con il batterista Yukihiro Takahashi e il tastierista Ryūichi Sakamoto. La band, tra i pionieri della musica elettropop, ottenne un grande successo sia in patria che all'estero grazie a singoli come Rydeen e Behind the Mask, contenuti nel loro secondo album Solid State Survivor. Dopo lo scioglimento del gruppo, avvenuto nel 1984, Hosono, così come gli altri membri, intraprese una carriera solista, pubblicando musica d'ambiente. Gli è stata anche attribuita l'invenzione della cosiddetta "videogame music", che divenne un sottogenere popolare in Giappone.
Accanto alla sua attività di musicista, Hosono ha prodotto dischi di vari artisti giapponesi come Miharu Koshi, Sheena and the Roketts, Sandii and the Sunsetz, Chisato Moritaka e Seiko Matsuda. Nel 2002, fondò assieme a Yukihiro Takahashi il duo Sketch Show, che realizzò due dischi di cui uno (Loophole) venne commercializzato anche nel mercato britannico. Sempre nei primi anni 2000 si è riunito ai suoi vecchi colleghi della Yellow Magic Orchestra con cui ha ripreso a suonare dal vivo e in studio.

## Discografia

### Da solista
- 1973 – Hosono House
- 1975 – Tropical Dandy
- 1976 – Bon Voyage Co.
- 1982 – Philharmony
- 1985 – Coincidental Music
- 1985 – Mercuric Dance
- 1985 – The Endless Talking
- 1989 – Omni Sight Seeing
- 1993 – Medicine Compilation
- 1993 – Mental Sports Mixes
- 1995 – Good Sport
- 1995 – Naga
- 1995 – N.D.E.

### Collaborazioni
- 1978 – Paraiso (con gli Yellow Magic Orchestra)
- 1978 – Cochin Moon (con Yokoo)
- 1984 – S·F·X (con i Friends Of Earth)
- 1996 – Interpieces Organization (con Bill Laswell)
- 1999 – Road to Louisiana (con Makoto Kubota)
- 2007 – Flying Saucer 1947 (con i World Shyness)